# Ван Леувен, Ханс (физик)
Ханс ван Леувен (нидерл. Hans van Leeuwen), полное имя Йоханнес Мария Йозеф ван Леувен (нидерл. Johannes Maria Jozef van Leeuwen; 5 августа 1932, Херхюговард, Нидерланды — 3 декабря 2024), — нидерландский физик-теоретик, работавший в области статистической физики, профессор Делфтского технического университета (1969—1986) и Лейденского университета (с 1986 года), член Королевской академии наук и искусств Нидерландов (1985).

## Биография
Ханс ван Леувен родился 5 августа 1932 года в Херхюговарде, окончил начальную школу в Херхюговарде и среднюю школу в Алкмаре. C 1952 года учился в Амстердамском университете, где в 1962 году получил докторскую степень по физике. Тема диссертации — «Диаграммная техника в статистической механике» (англ. Diagram techniques in statistical mechanics), научный руководитель — Ян де Бур.
С 1962 года ван Леувен был научным сотрудником Католического университета Нейменена. Часть этого периода он работал в США: в 1963—1964 годах — постдоком в Корнеллском университете (Итака, штат Нью-Йорк), в 1964—1965 годах — постдоком в Национальном бюро стандартов США (Вашингтон), в 1967—1968 годах — приглашённым ассистент-профессором в Рокфеллеровском университете (Нью-Йорк), а в 1968—1969 годах — ассистент-профессором в Университете Темпл (Филадельфия). В Корнеллском университете ван Леувен сотрудничал с Бенджамином Уидомом, а в Национальном бюро стандартов — с Мелвиллом Грином.
В 1969 году ван Леувен получил должность профессора в Делфтском техническом университете, где работал до 1986 года. С 1986 года он был профессором Лейденского университета.
Ханс ван Леувен скончался 3 декабря 2024 года в возрасте 92 лет.

## Научные результаты
В своей диссертации «Диаграммная техника в статистической механике» Ханс ван Леувен развил гиперцепное приближение, которое и в XXI веке остаётся одним из фундаментальных методов для исследования ионных систем. В работах, написанных вместе с Теодорусом Нимейером (Theodorus Niemeijer), Ван Леувен переформулировал для координатного пространства теорию перенормировок для критических явлений, которая изначально была построена в импульсном пространстве. Тем самым был получен полезный метод вычисления критических показателей, расширивший область применимости теории перенормировок.
В последние десятилетия своей жизни ван Леувен также исследовал такие связанные с реальной жизнью явления, как скольжение при катании на коньках в зависимости от температуры льда и падение костяшек домино. В частности, рассматривая костяшки разного размера, он с помощью математической модели определил максимальное отношение высот соседних костяшек, при котором меньшая из них может повалить бо́льшую.

## Награды и премии
- Член Королевской академии наук и искусств Нидерландов (1985)[6]
- Действительный член (англ. Fellow) Американского физического общества (1994)[7]
- Медаль Онсагера[англ.], Норвежский университет естественных и технических наук (1996)[8]

## Некоторые публикации
- J. M. J. van Leeuwen, J. Groeneveld, J. de Boer. New method for the calculation of the pair correlation function I, Physica, 1959, v. 25, No. 7—12, p. 792—808, doi:10.1016/0031-8914(59)90004-7
- T. Niemeijer, J. M. J. van Leeuwen. Renormalization group and critical exponents for a Gaussian model with long range interactions, Physics Letters, 1972, v. 41A, No. 3, p. 211—212, doi:10.1016/0375-9601(72)90262-9
- P. J. H. Denteneer, Guozhong An, J. M. J. van Leeuwen. Helicity modulus in the two-dimensional Hubbard model, Physical Review, 1993, v. B47, No. 11, p. 6256—6272, doi:10.1103/PhysRevB.47.6256
- J. M. J. van Leeuwen, A. Drzewiński. Stochastic lattice models for the dynamics of linear polymers Helicity modulus in the two-dimensional Hubbard model, Physics Reports, 2009, v. 475, No. 5—6, p. 53—90, doi:10.1016/j.physrep.2009.04.001
- J. M. J. van Leeuwen. The domino effect, American Journal of Physics, 2010, v. 78, No. 7, p. 721—727, doi:10.1119/1.3406154
- T. H. Oosterkamp, T. Boudewijn, J. M. J. van Leeuwen. Skating on slippery ice, Europhysics News, 2019, v. 50, No. 1, p. 28—32, doi:10.1051/epn/2019104